# 確率質量関数

離散確率分布は、確率質量がはたらく点に丸を付け、支柱を付けて表す。

確率質量関数（かくりつしつりょうかんすう、英: probability mass function, PMF）とは、確率論および統計学において、離散型確率変数にその値をとる確率を対応させる関数のことである（単に確率関数ということもある）。
確率質量関数の定義域は離散的であるスカラー変数や確率変数ベクトルなどの確率要素であることもある。
離散型確率変数の場合は連続型確率変数の場合と異なり、事象の確率は高々可算個の確率質量の和で表される。

## 定義
X : S → A (A ⊆ R) を標本空間 S に定義される離散型確率変数とすると、X に対する確率質量関数 fX : A → [0, 1] は次の式で定義される。
{\displaystyle f_{X}(x)=\operatorname {P} (X=x)=\operatorname {P} (\{s\in S\mid X(s)=x\})}

偏りのないサイコロの確率質量関数。等確率空間における確率分布は離散一様分布になる。

確率変数値 a には質量（確率質量）P(X = a) がかかっており、確率質量の総和は
{\displaystyle \sum _{x\in A}f_{X}(x)=1}
であると考えることができる。
離散型確率変数には順序を与えておくことでその離散確率分布がグラフで表せる。確率変数ベクトルなどの確率要素に対しても同様である。離散型確率変数の像以外では確率質量関数値は 0、すなわち全ての {\displaystyle x\notin X(S)} に対して fX(x) = 0 である。
すると、X の像は高々可算集合であるので、確率質量関数 fX(x) は可算個の点を除いて全領域で 0 となる。確率質量関数の不連続性は、離散確率変数の累積分布関数もまた不連続であることを示す。微分可能な範囲では、微分値は 0 であり、その範囲では確率質量関数もまた 0 である。

## 測度論的定式化
離散型確率変数 X の確率質量関数は 2 つのより一般的な測度論的構成の特別な場合と見ることができる。すなわち、数え上げ測度に関して、X の確率分布と X の確率密度関数である。以下詳述する。
{\displaystyle (A,{\mathcal {A}},P)} を確率空間とし、{\displaystyle (B,{\mathcal {B}})} をそのσ-代数が離散的な（したがって特に B の一元集合を含む）可測空間とする。この設定において、確率変数 {\displaystyle X:A\to B} は像が可算集合であれば離散的である。pushforward measure {\displaystyle X_{*}(P)}—この文脈では X の分布 (distribution) と呼ばれる—は B 上の確率測度であって、一元集合へのその制限は、各 b ∈ B に対して {\displaystyle f_{X}(b)=P(X^{-1}(b))=[X_{*}(P)](\{b\})} であるから、確率質量関数 {\displaystyle f_{X}:B\to \mathbb {R} } を誘導する。
さて {\displaystyle (B,{\mathcal {B}},\mu )} を数え上げ測度を持った測度空間とする。数え上げ測度に関する X の確率密度関数 f は、存在すれば、（数え上げ測度に関しての）X の pushforward measure のラドン＝ニコディム微分であり、したがって {\displaystyle f=dX_{*}P/d\mu } であり f は B から非負の実数への関数である。したがって、任意の b ∈ B に対して、
{\displaystyle P(X=b)=P(X^{-1}(\{b\})):=\int _{X^{-1}(\{b\})}\,dP=\int _{\{b\}}f\,d\mu =f(b)}
が成り立ち、f が実際確率質量関数であることが証明された。

## 実例
標本空間 S を偏りのないコインを投げた場合の全ての結果とし、X を S 中に定義される試行結果（表：1、裏：0）とする。コインに偏りがないので、確率質量関数は
{\displaystyle f_{X}(x)={\begin{cases}1/2,&x\in \{0,1\},\\0,&x\notin \{0,1\}.\end{cases}}}
であり、これは二項分布の特別な場合に相当する。
多値を採る離散分布および確率質量関数の例は多項分布を参照。

## 関連資料
- Johnson, N.L., Kotz, S., Kemp A. (1993) Univariate Discrete Distributions (2nd Edition). Wiley. ISBN 0-471-54897-9 (p 36)